# Humphrey
Humphrey, maček, * 1988, † marec 2006.
Humphrey je bil zaposlen kot lovilec glodalcev na 10 Downing Street med oktobrom 1989 in 13. novembrom 1997. V tej funkciji je služil pod Margaret Thatcher, Johnom Majorjem in Tonyjem Blairom.

## Življenjepis
Potepuški enoletni maček je bil najden pri 10 Downing Streetu in bil poimenovan po siru Humphreyju Applebyju, liku iz televizijske serije Yes, Minister. Po smrti dotedanjega lovilca glodalcev, Wilberforce, je Humphrey leta 1988 prevzel njegovo mesto. 
Vsi njegovi stroški (100 £ na leto) so bili pokriti iz javnega proračuna in njegovo delo je bilo zelo cenjeno, saj je ulovil več glodalcev, kot profesionalni deratizerji, ki so računali 4.000 funtov na leto. 